# HMS Warrior (1905)
Lo HMS Warrior fu un incrociatore corazzato della Royal Navy britannica, appartenente alla classe Duke of Edinburgh; entrato in servizio nel dicembre del 1906, partecipò alla prima guerra mondiale principalmente nel settore del Mediterraneo e del Mare del Nord, finendo infine affondato dal fuoco di unità tedesche il 1º giugno 1916 per i gravi danni subiti nella battaglia dello Jutland.

## Storia
La nave fu impostata il 5 novembre 1903 nei cantieri di Pembroke Dock, nel sud del Galles, come prima di una serie di quattro incrociatori che, pur seguendo il modello delle due precedenti unità della classe Duke of Edinburgh, presentavano alcune modifiche e caratteristiche peculiari, tanto che alcuni le indicano come una classe a parte; la nave fu varata il 25 novembre 1905 con il nome di Warrior ("guerriero" in lingua inglese), seconda unità della Royal Navy a portare questo nome, ed entrò poi in servizio il 12 dicembre 1906, venendo assegnata al 5th Cruiser Squadron della Channel Fleet. Dopo essere stata assegnata al 2nd Cruiser Squadron nel 1909, l'unità fu ritrasferita al 1st Cruiser Squadron nel 1913, entrando in servizio con la Mediterranean Fleet.
Allo scoppio della prima guerra mondiale, ai primi di agosto del 1914, il Warrior fu coinvolto negli eventi dell'inseguimento della Goeben e della Breslau nel mar Mediterraneo, anche se come il resto della flotta britannica non riuscì a ingaggiare combattimento con le due unità tedesche; il 16 agosto seguente, invece, l'unità prese parte con una flotta anglo-francese alla battaglia di Antivari contro gli austro-ungarici, durante la quale fu affondato l'incrociatore SMS Zenta. Qualche giorno dopo il Warrior fu trasferito a Suez per difendere il canale da possibili attacchi dell'Impero ottomano, finché il 6 novembre non gli fu ordinato di raggiungere Gibilterra per aggregrasi a uno squadrone anglo-francese incaricato di dare la caccia alle unità tedesche in navigazione al largo delle coste dell'Africa; la missione fu poi cancellata il 19 novembre seguente, quando la posizione dello "Squadrone dell'Asia orientale" tedesco (Ostasiengeschwader) fu resa nota dai sopravvissuti britannici alla battaglia di Coronel al largo delle coste cilene.
Il Warrior fu riassegnato alla Grand Fleet in patria nel dicembre del 1914, come parte del 1st Cruiser Squadron del retroammiraglio Robert Arbuthnot; il 31 maggio 1916 lo squadrone prese parte alla battaglia dello Jutland contro la Hochseeflotte tedesca, schierato davanti al nucleo centrale della Grand Fleet sul lato destro. Alle 17:47 (UTC) la nave ammiraglia dello squadrone, l'incrociatore HMS Defence, e il Warrior avvistarono le unità tedesche del 2º Gruppo da ricognizione e aprirono il fuoco: i loro colpi caddero corti e le due unità cambiarono direzione, tagliando la strada all'incrociatore HMS Lion che dovette virare bruscamente per evitare una collisione. Poco dopo le due unità britanniche avvistarono l'incrociatore leggero tedesco SMS Wiesbaden, rimasto immobilizzato, e serrarono le distanze per ingaggiarlo; quando i due incrociatori si trovarono a 5.000 metri dal Wiesbaden, intorno alle 18:05, furono avvistati dall'incrociatore da battaglia SMS Derfflinger e da quattro navi da battaglia tedesche, finendo subito sotto un intenso fuoco da una distanza di 8.000 metri. Centrato più volte, il Defence saltò in aria e affondò intorno alle 18:20
; il Warrior fu colpito da almeno quindici proiettili da 280 mm e sei da 150 mm, ma si salvò da un affondamento istantaneo quando i tedeschi spostarono il loro tiro sulla appena sopraggiunta corazzata HMS Warspite.
Il Warrior fu gravemente danneggiato dal tiro tedesco, con incendi a bordo e grandi quantità di acqua imbarcata; l'apparato propulsivo tuttavia era ancora in funzione, e l'unità tentò di ritirarsi verso ovest. Nonostante l'aiuto della nave appoggio idrovolanti HMS Engadine, che lo prese a rimorchio e imbarcò poi i sopravvissuti dell'equipaggio, il Warrior continuò a imbarcare acqua e alle 08:25 del 1º giugno 1916 fu abbandonato in mezzo al mare quando ormai il ponte superiore si trovava a solo 1,2 metri sopra il livello del mare, affondando poi in poco tempo.